# Tjärnberget (naturreservat, Vansbro kommun)
Tjärnberget är ett naturreservat kring toppen och norra sidan av berget med samma namn i Vansbro kommun i Dalarnas län.
Området är naturskyddat sedan 2002 och är 196 hektar stort. Reservatet består av varierande skog av naturskogskaraktär.